# Tyler Patrick Jones
Tyler Patrick Jones est né le 12 mars 1994. C'est un acteur adolescent américain connu pour son rôle récurrent de Ned Banks dans l'émission de télévision Ghost Whisperer diffusée sur CBS.

## Publicité
- Hallmark (2001) - Daniel
- Macy Super Saturday Vente (2002)
- Home Depot (2003)
- Walt Disney World: Rassemblements magiques (2003)
- Yahoo (2006)
- Dairy Queen (2008)

## Filmographie
| Cinéma          | Cinéma                       | Cinéma                 | Cinéma                   |
| Année           | Film                         | Rôle                   | Notes                    |
| --------------- | ---------------------------- | ---------------------- | ------------------------ |
| 2002            | Minority Report              | Older Sean             |                          |
| 2002            | Dragon rouge                 | Josh Graham            |                          |
| 2004            | Silver Lake                  | Young Dennis Patterson | TV movie                 |
| 2005            | Fathers and Sons             | Nick 10–12 years old   |                          |
| 2005            | Bad News Bears               | Timmy Lupus            |                          |
| 2005            | Feast                        | Cody                   |                          |
| 2005            | Yours, Mine and Ours         | Michael Beardsley      |                          |
| 2007            | Ben 10: Race Against Time    | Cash                   | TV movie                 |
| 2008            | Les Chroniques de Spiderwick | Additional performer   |                          |
| 2009            | G-Force                      | Connor                 |                          |
| Série télévisée |                              |                        |                          |
| Année           | Titre                        | Rôle                   | Épisode                  |
| 2000            | Associées pour la loi        | Tommy Pierce           | "Going Home"             |
| 2002            | Amy                          | Kevin Weston           | "People of the Lie"      |
| 2004            | Summerland                   | Chris                  | Pilot                    |
| 2004            | Summerland                   | Chris                  | "And So the Day Begins"  |
| 2004            | Summerland                   | Chris                  | "To Thine Self Be True"  |
| 2005            | Preuve à l'appui             | Young Brian Heeley     | "Total Recall"           |
| 2006            | Ghost Whisperer              | Ned Banks              | "Love Still Won't Die"   |
| 2006            | Ghost Whisperer              | Ned Banks              | "The Ghost Within"       |
| 2006            | Ghost Whisperer              | Ned Banks              | "The Curse of the Ninth" |
| 2006            | Ghost Whisperer              | Ned Banks              | "Giving Up the Ghost"    |
| 2007            | Ghost Whisperer              | Ned Banks              | "Dead to Rights"         |
| 2007            | Ghost Whisperer              | Ned Banks              | "Speed Demon"            |
| 2007            | Ghost Whisperer              | Ned Banks              | "Delia's First Ghost"    |
| 2007            | Ghost Whisperer              | Ned Banks              | "The Prophet"            |
| 2008            | Private Practice             | Dean Miller            | "A Family Thing"         |